# Paciano di Barcellona
(San Paciano di Barcellona)
Paciano di Barcellona (... – IV secolo), Padre della Chiesa, è venerato come santo dalla Chiesa cattolica e da quella ortodossa.

## Biografia
Paciano fu soprattutto influenzato da modelli esegetici e teologici africani. Era interessato, soprattutto in materia di penitenza. 
Fu vescovo di Barcellona nel IV secolo, probabilmente ordinato dopo il 343.
Paciano era sposato e aveva un figlio, Flavio Lucio Destro, che fu un funzionario imperiale sotto Teodosio I e prefetto del pretorio durante il regno di Onorio.
Tra le sue opere, Cervus dedicato alle celebrazioni pagane del nuovo anno e Parenesi exhortatorius sive libellus ad paenitentiam, che distingue tra i diversi tipi di peccati (quotidiana e grave), e incoraggia i fedeli alla confessione.
Nel suo sermone De baptismo tratta del peccato originale.
Di Paciano è la frase: Christianus mihi nomen est, catholicus cognomen usata in difesa della confessione, per condannare il novazianismo, dottrina eretica molto diffusa in Spagna in quel tempo.
Paciano venne elogiato da san Girolamo nell'opera De viris illustribus , in cui loda la sua eloquenza, erudizione, la castità e la santità.
Morì tra il 379 ed il 393.
Nel 2023 uno studio di Jesús Alturo i Perucho e Tània Alaix i Gimbert ha osservato negli scritti di Paciano di Barcellona i primi segni della nascita della lingua catalana quando usa termini come ceruulus (in catalano cèrvol, "cervo") o subinde (in catalano sovint, "spesso"), oppure usa tra le altre l'espressione si te placet (in catalano si us plau, "per piacere").

## Culto
San Paciano è ricordato il 9 marzo.
Dal Martirologio Romano: "A Barcellona nella Spagna settentrionale, san Paciano, vescovo, che, nel predicare la fede, affermava che il suo nome era cristiano e cattolico il suo cognome."